# Lars Abild
Lars Abild er en dansk freelancejournalist, der mest af alt er kendt for sin kritiske tilgang til DSB.
Han har lavet oplæg og research til dokumentarudsendelser for DR, om blandt andet Roskilde Bank. Lars Abild var involveret i DSB/Waterfront-sagen og konflikten mellem Bios og Falck.